# Salina Cacica
Salina Cacica este o exploatare minieră a sării aflată în localitatea Cacica, Județul Suceava, Bucovina, România.

## Elemente de geologie
Zăcământul de sare gemă Cacica este localizat geologic la limita dintre avanfosa pericarpatică și Platforma Moldovenească și s-a format prin depunere în sistem lagunar - evaporitic. Ca vârstă este încadrat în Miocenul inferior. Sarea dispune de impurități (anhidrit, argilă, etc.) răspândite în întreaga masă. Zăcământul este constituit din două lame de sare cu lungimi de 1600 - 2000 de metri, lățimea de 600 de metri fiecare și grosime de până la 250 de metri, totalizând 238 milioane de tone de sare. Concentrația sării este de 84,71%.

## Istoric
Cercetările arheologice întreprinse în 1952, 1968 și 1989 la Cacica au atestat că aici a existat una din cele mai vechi exploatări de sare recristalizată din saramură (prin fierbere și evaporare) din Europa, datate din perioada culturii Starčevo-Criș din neoliticul timpuriu (mileniul 5 î.Hr.) În zonă există și în prezent mai multe izvoare sărate.
Procedeul de obținere a sării recristalizate din saramura de la Runc era de ridicare a unui rug cu patru laturi din lemn, aprinderea focului sub acesta lăsându-l să ajungă în flăcări în întregime, după care se lua saramură din izvor și se lăsa să picure. După răcirea lemnului sarea era scoasă prin lovire și împachetată în saci, fiind utilizată atât pentru consumul uman cât și animal.
În perioada Evului Mediu nu s-a încercat o exploatare a zăcământului din dorința de a nu scădea prețul de monopol al sării, după cum prezenta Dimitrie Cantemir în Descriptio Moldaviae.
Pentru a nu importa sare de la Târgu Ocna (aflată în Moldova) sau de a aduce de la Ocna Dej (aflată în Transilvania), în anul 1775 Curtea imperială de la Viena, prin Administrația militară a Bucovinei, decide luarea unor măsuri privind asigurarea locuitorilor noii provincii cu sare alimentară.
În anul 1776, maiorul von Mieg, care întocmise prima ridicare topografică a Bucovinei, raporta existența a două fântâni de saramură: una aflată aproape de Vijnița, care era nefolosită și alta la Pârteștii de unde „țăranii din împrejurimi își extrag prin fierbere sarea necesară”.
Spre sfârșitul anului 1783, din ordinul Cămării austriece - Secția monede și mine, o comisie condusă de consilierul aulic Thadeus Peithner von Lichtenfels a prospectat toate izvoarele sărate din Bucovina și s-a indicat posibilitatea ca prin forări de puțuri și prin galerii de suprafață să fie descoperit un zăcământ de sare gemă în apropiere de localitatea Solca. Pentru conducerea acestor prospectări era recomandat Iohann Paul Hofmann, substitutul tribunalului monastic (Berggericht Substitut) de la Iacobeni și practicantul miner (Bergpracticant) Seleczki ca ajutor. Un an mai târziu s-a efectuat prima prospectare la Slatina Dealul, unde au fost instalate două cazane evaporatoare, iar în vara anului 1785 s-a construit un cazan de evaporare la izvorul de la Pârtești.
Debitul izvoarelor sărate avea tendința de a scădea în verile secetoase și se făceau lucrări pentru adâncirea puțurilor existente, forându-se chiar altele noi. Întâmplător, un astfel de puț a fost săpat în anul 1790 în extremitatea nordică a zăcământului de la Cacica, descoperindu-se astfel rezerva de sare.
Datorită aspectului cenușiu al sării a fost adus profesorul von Jacquin, care a stabilit în urma analizelor făcute că sarea, deși impură, nu este dăunătoare omului și nici animalelor, având aproximativ aceeași compoziție chimică de sare ca și cea transilvăneană. Dat fiind faptul că rezultatele au fost mulțumitoare, s-a aprobat începerea lucrărilor de deschidere a salinei.
Lucrările de construcție au fost terminate în 1791, s-a dat în exploatare salina, aducându-se muncitori și tehnicieni din diferite provincii ale Imperiului Habsburgic, mai ales din Galiția: Svirsk, Wieliczka, Bochnia, cei mai mulți fiind de etnie polonă și de religie Romano-Catolică.
Saramura se obținea în subteran în bazine mari din lemn, la nivelul orizontului III. În anul 1803 s-a început construirea unei noi clădiri pentru tăvile de evaporare și cuptoarele de uscare a sării. În anul 1805 s-a construit uscătoria pentru fabricarea hustelor de sare. Lucrările de modernizare au continuat, astfel, în anul 1856 s-a pus în funcțiune moara de măcinat sare și s-a montat o pompă de extracție a saramurii din bazinele statice de dizolvare amplasate între orizonturile I și III (pompă actual aflată la Muzeul Tehnic „Dimitrie Leonida”). În anul 1886 s-a realizat modernizarea transportului în subteran, reparații integrale la clădirile administrative și dotarea cu 2 cazane cu abur pe lemne, 2 rezervoare din lemn pentru saramura de 100 cm³, 2 instalații de evaporare și 6 cuptoare de uscare a sării. La acel moment Salina Cacica era printre cele mai moderne din Europa, producția în 1886 fiind de: 2380 t sare bulgări, 2926 t sare evaporată, 233 t sare măcinată.
Transportul producției din subteran s-a făcut la început cu burduf din piele de bivol pentru sarea gemă și din piele de căprioară pentru saramura din infiltrații, trase la suprafață cu crivacul. Ulterior s-a amenajat puțul de extracție cu o pompă acționată cu aburi de 6 CP. S-a amenajat instalația de extracție cu colivii pentru transport cu vagoneți ai sării geme și pompe amplasate în subteran pentru transportul saramurii. Evaporarea sării se făcea în tăvi mari, cu o suprafața de 80–150 m² și înalte de 50–60 cm, consumul de energie fiind mare, folosindu-se lemne de foc. Mai târziu în 1956 s-a introdus în fluxul tehnologic combustibilul lichid (petrol) și s-au amplasat doua sonde de exploatare prin dizolvare cinetică amplasate în subteran. În 1967 s-a amenajat o linie de garaj CFR și depozit de încărcare, iar între 1968 - 1974 s-a mărit capacitatea de producție la 13 evaporatoare.
În 1993 a avut loc mutarea instalației de preparare în incinta Pârteștii de Jos și înlocuirea evaporatoarelor tip tavă cu instalație multiplu efect în vid.
În anul 2003, prin programul de „Închidere și ecologizare a minei Cacica” s-a trecut la demolarea, curățarea și ecologizarea vechii platforme de preparare a sării recristalizate din incinta minieră.

## Date tehnice
Galeriile sunt săpate manual, având profil dreptunghiular, nesusținute și nearmate, cu o lățime minimă de circa 1 m. Sunt prezente infiltrații din pânza freatică și din procesul de producție care sunt drenate pe canale colectoare laterale. Zăcământul a fost atacat de 3 puțuri verticale: puțul principal de extracție, puțul de aeraj și cel de alimentare cu apă a bazinelor. Din puțul de extracție s-au deschis 3 orizonturi:
Orizontul I: se află la adâncimea de 35 m.
Orizontul II: se află la adâncimea de 55 m. Între orizontul I și III s-au plasat bazinele de dizolvare conice, cunoscute sub denumirea germană de Sinkwerksbetrieb deschise din galeriile principale în două tuneluri perpendiculare, cel superior de 110 m lungime și cel  inferior de 130 m lungime. Cele două galerii au fost unite la distanța de 100 m de galeria principală cu un puț vertical de cu secțiunea de 4 mx4 m. Baza puțului a fost unită cu orizontul I printr-un plan înclinat cu trepte ce servea drept acces la bazin. Pentru separarea impurităților din saramură s-a construit din lemn în partea inferioară un sorb-filtru cu înălțimea de 5 m. Pentru terminarea lucrărilor puțul a fost umplut cu apă pe o înălțime de 10 m. Dizolvarea fiind de-a lungul timpului mai accentuată la porțiunea superioară, bazinul a aluat forma de con. Alimentarea cu apă se făcea de la partea superioară printr-o conductă iar saramura era preluată printr-o conductă aflată la partea inferioară. Pentru etanșeitatea fundului bazinului se executa un dop de argilă construit sub formă de baraj alcătuit cu pereți despărțitori de lemn. S-a ajuns la un număr de 3 bazine cu diametre de 50, 80 și 90 m, înălțimi de 6-7 m și volume cuprinse între 7.500–15.000 m³ de saramură. Saramura rezultată se fierbea într-o baterie de evaporare formată din 2 cazane din tole de oțel nituite, având fiecare o suprafață de evaporare de 60 m², o adâncime de 30 cm și o producție de 11.000 kg sare/24 h. Începând cu anul 1956 exploatarea sării se face prin sonde amplasate în subteran, prin metoda dizolvării cinetice în trepte mici și cu ridicări continue.
Orizontul III: se află la adâncimea de 70 m.

## Zona turistică
Intrarea în mină se face pe 192 de trepte vechi de brad aflate de la începutul exploatării, mineralizate de saramura ce a pătruns în lemn, dispuse în spirală înconjurând puțul principal de acces și aeraj. Temperatura în subteran este de aproximativ 10 grade Celsius.
- Muzeul sării - se află în clădirea administrației și deține unelte, hărți, fotografii, diverse minerale, cultură arheologică.[10]
- Capela romano-catolică Sf. Varvara - aflată la capătul scărilor cu 192 de trepte, la 29 metri adâncime[9]. Capela, prima de acest fel amenajată într-o salină din România[5], a fost inaugurată în anul 1806 la inițiativa preotului polon Jakub Bogdanowicz care a dorit ca minerii romano-catolici să aibă unde se ruga înainte și după terminarea lucrului (în localitate nefiind nici o biserică). Inițial era căptușită cu lemn, acesta fiind îndepărtat în anul 1904. Patroana capelei este Sfânta Varvara, patroana minerilor. Capela deține: altar, icoane, candelabru, amvon și balcon pentru cor. Altarul și amvonul au fost sculptate în sare. Capela are dimensiunile: 25 m lungime, 9 m lățime și 7 m înălțime. Pereții sunt rectangulari, iar în partea dreaptă se află o icoană reprezentând-o pe Sfânta Varvara. Cândva era celebrată în subteran zilnic Sfânta Liturghie la care participau minerii catolici, greco-catolici și ortodocși. În prezent, la data de 4 decembrie a fiecărui an, coboară în capelă preoții celor 3 confesiuni pentru a celebra un Tedeum, iar copii prezintă un program artistic în costume populare ale celor 3 etnii și în 3 limbi.[9]
- Capela ortodoxă - aflată la adâncimea de 35 metri, unde se desfășoară Orizontul I. În această zonă, galeria săpată direct în sare este mult mai largă și are pe pereți basoreliefuri sculptate în stânca de sare, cu tematică religioasă, opera recentă a unor sculptori din zonă, unele după modele similare de la Salina din Wieliczka de lângă Cracovia. În partea dreaptă a capelei se află Icoana Sfântului Daniil Sihastrul.[9]
- Lacul Sărat - este o amenajare artificială săpată manual de mineri la o adâncime de 42 metri. Dimensiunile lacului sunt de 10x6 metri.[9]
- Sala de dans denumită și „Sala Ing. Agripa Popescu” (după numele primului director general al Regiei Monopolurilor Statului) - aflată la adâncimea de 45 metri, are dimensiuni relativ mari:[9]  24x12x6 metri, iar la capete are 3 balcoane săpate în sare. Aici se organizau baluri, întâlniri festive.
- Grota piticilor

## Galerie de imagini

Capela romano-catolică Sf. Varvara (29 metri)
Capela romano-catolică Sf. Varvara (29 metri)
Capela ortodoxă (35 metri)
Icoana Sf. Daniil Sihastrul, sculptată în sare
Adam și Eva, sculptați în sare
Galerie
Lacul Sărat (10x6 m/42 m)
Lacul Sărat
Sala de dans „Ing. Agripa Popescu” (45 metri)
Sala de dans